# Lista de navios da Segunda Guerra Mundial
Esta lista de navios da Segunda Guerra Mundial contém grandes navios militares da guerra, organizados em ordem alfabética e por tipo. A lista inclui navios armados que serviram durante a guerra e no período imediatamente posterior, incluindo operações de combate em andamento, rendições de guarnições, ocupação pós-rendição, re-ocupação de colônia, repatriação de tropas e prisioneiros, até o final de 1945. Para embarcações menores, veja também a Lista de navios da Segunda Guerra Mundial com menos de 1000 toneladas. Alguns navios do Eixo incompletos estão incluídos, fora de interesse histórico. Os navios são designados para o país sob o qual operaram durante o período mais longo da Segunda Guerra Mundial, independentemente de onde foram construídos ou histórico de serviço anterior.
A guerra naval mudou drasticamente durante a guerra, com a subida dos porta-aviões e o impacto dos submarinos cada vez mais eficazes. Os contratorpedeiros viram melhorias notáveis, pois o contratorpedeiro da classe Fubuki estabeleceu um novo padrão não apenas para as embarcações japonesas, mas para as marinhas de todo o mundo, e é considerado o primeiro contratorpedeiro moderno do mundo. Os submarinos foram críticos nos teatros do Pacífico e do Atlântico. Avanços na tecnologia submarina incluíram o snorkel, embora os avançados tipos de submarinos alemães entraram em serviço tarde demais para causar impacto no esforço de guerra. A Kriegsmarine alemã também introduziu o cruzador de bolso, para contornar as restrições impostas pelo Tratado de Versalhes.
As inovações navais incluíram o uso de motores a diesel e cascos soldados em vez de rebitados. Mas os avanços navais mais importantes foram no campo da guerra anti-submarina. Impulsionados pela necessidade desesperada de manter a Reino Unido e o Japão supridos pelo mar, as tecnologias para a detecção e destruição de submarinos eram uma alta prioridade. Embora os esforços japoneses tenham se mostrado fúteis, o uso aliado do ASDIC (SONAR) se generalizou, assim como a instalação a bordo de navios e aviões. A construção e o lançamento de novos navios durante a guerra foram limitados devido a prolongados cronogramas de desenvolvimento e produção, mas desenvolvimentos importantes foram frequentemente adaptados a navios mais antigos.